# 正木信茂
正木 信茂（まさき のぶしげ、天文9年（1540年） - 永禄7年1月8日（1564年2月20日））は、戦国時代の武将。里見氏の家臣。正木時茂の嫡男。平七、大太郎と称す。

## 生涯
天文9年（1540年）、里見氏の家臣・正木時茂の嫡男として誕生。
永禄4年（1561年）頃、父時茂に代わって家督を継ぎ当主となる。主君・里見義堯の娘・種姫を娶った。里見氏の北上政策の中心的存在として千葉氏の原胤貞や大須賀政常らと戦う。この頃から上総・下総の里見軍の命令には信茂の名義で発給されているものが多く、また叔父である正木時忠が占領した大須賀氏領の小見川（現在の千葉県香取市）の返還に関して行われていた父・時茂と千葉胤富との交渉を引き継いだのも信茂であった。また、『海上年代記』において下総国匝瑳郡長谷（現在の千葉県匝瑳市）に城を築いた「正木大膳亮」も信茂のこととみられており、若年ながら既に里見軍の中心的な人物の一人であったと考えられる。
永禄7年（1564年）の第二次国府台合戦の際に戦死した。享年25。

## 種姫
信茂の死後、妻の種姫は出家して尼となり、夫の菩提を弔う余生を送った。
養老渓谷に近い上総朝生原（現在の市原市朝生原）に富士山宝林寺を建立したと伝えられ、そのまま宝林寺で生涯を全うしたとも、その後安房白浜（現在の南房総市白浜町下沢）の滝本山種林寺に住して晩年に宝林寺に移ったともいわれる。朝生原の宝林寺に墓があり、白浜の種林寺に「種姫の碑」がある。
この若くして山中に隠棲した種姫を、曲亭馬琴の読本『南総里見八犬伝』に登場する「伏姫」のモデルと唱える説がある。